# Покровская церковь (Переславль-Залесский)
Храм Покрова Пресвятой Богородицы (Покровская церковь) — православный храм в городе Переславле-Залесском Ярославской области. Относится к Переславскому благочинию Переславской епархии Русской православной церкви.

## История
На месте настоящей церкви с главным престолом в честь Покрова Пресвятой Богородицы в XVII столетии стояла церковь Пятницкая. Это видно из того обстоятельства, что в книгах патриаршего казённого приказа сначала упоминается Пятницкая церковь, а потом на том же месте значится Покровская церковь, и оба эти названия чередуются, очевидно, потому, что они равнозначащие.
В 1628 году в патриарших окладных книгах записано: «церковь святые Христовы мученицы Пятницы, на посаде, дани семь денег, десятильничих гривна». В писцовых книгах 1653 года при этой церкви значится двор попов и в приходе 39 дворов. В 1659 году здесь построена новая церковь, которая была уже освящена в честь Покрова Пресвятой Богородицы. К 1730 году церковь святой великомученицы Пятницы уже обветшала, полы в ней все опустились и служить стало невозможно. Поэтому прихожанам было разрешено построить новую церковь, которая и была затем освящена игуменом Борисоглебского монастыря Пахомием.
В 1789 году, вместо бывшей доселе деревянной церкви, на средства секретаря уездного суда Д. Тольского и купца П. Быкова устроен каменный храм, существующий и в настоящее время. Освящён он был на антиминсе, взятом из упразднённой Петропавловской церкви. Наружный вид храма без существенных изменений сохраняется и доселе.
Престолов в церкви в настоящее время два: в холодной в честь Покрова Пресвятой Богородицы, в приделе тёплом в честь Введения во храм Пресвятой Богородицы.
Покровская церковь — единственный городской храм, который не был закрыт в городе в советское время, и где богослужения не прерывались, а также единственный храм, построенный в стиле «московское барокко».
Главной святыней храма считается старинный список с чудотворной иконы Боголюбской Божией Матери.